# 飯田橋
飯田橋（日语：／ Iidabashi */?），日本東京都千代田區地名，設置一丁目至四丁目。已實施住居表示。郵遞區號102-0072。

## 地理
位於舊麴町區麴町地域北端。北臨文京區後樂、東接神田三崎町、東南為西神田、南鄰九段北、西南接富士見、西臨新宿區神樂河岸、下宮比町。此外，飯田橋也指飯田橋站周邊地區。

### 河川
- 神田川

## 歷史
天正十八年（1590年），轉封關東的德川家康前往現在的飯田橋周邊視察。之後負責導覽的飯田喜兵衛被任名為名主，此地因而稱為飯田町。此地周邊多為武家地，飯田町尚未成為正式地名。明治五年（1872年），原飯田町與周邊武家屋敷再編為飯田町一～六丁目。昭和八年（1933年）再次整編。

### 地名由來
地名來自現在飯田橋站東口至飯田橋交差點的橋梁「飯田橋」。
1. 飯田町（地名）
1590（天正18）年，地方長老飯田喜兵衛在開府前的江戶為德川家康導覽介紹本地區。家康讚賞其功勞，將這一帶地區稱為「飯田町」[5]。
2. 飯田橋（橋名）
1881（明治14）年，為了交通便利，在外濠（日语：外濠 (東京都)）建造橋梁，因連接飯田町而命名為「飯田橋」[4]。
3. 飯田橋（站名）
1928（昭和3）年，當時國鐵終止飯田町站客運業務並廢止牛込站，同時在兩站中間點設立新站，因鄰近飯田橋而命名為「飯田橋站」。
之後，車站周邊地區逐漸稱為「飯田橋」，「飯田町」漸漸不再使用。
4. 飯田橋（住居表示名）
1966（昭和41）年實施住居表示，決議採用車站周邊的通稱地名「飯田橋」（一丁目～四丁目）[5][4]。

## 人口
2017年（平成29年）12月1日的戶數與人口如下。
| 丁目         | 戶數    | 人口    |
| ------------ | ------- | ------- |
| 飯田橋一丁目 | 155戶   | 299人   |
| 飯田橋二丁目 | 850戶   | 1,533人 |
| 飯田橋三丁目 | 196戶   | 410人   |
| 飯田橋四丁目 | 310戶   | 520人   |
| 計           | 1,511戶 | 2,762人 |

## 學區
區立中小學學區如下。此外，千代田區的中學校採用學校選擇制度，學生可選擇區內所有學校就讀。。
| 丁目         | 番地 | 小學校                 | 中學校                                        |
| ------------ | ---- | ---------------------- | --------------------------------------------- |
| 飯田橋一丁目 | 全域 | 千代田區立富士見小學校 | 千代田區立麴町中學校 千代田區立神田一橋中學校 |
| 飯田橋二丁目 | 全域 | 千代田區立富士見小學校 | 千代田區立麴町中學校 千代田區立神田一橋中學校 |
| 飯田橋三丁目 | 全域 | 千代田區立富士見小學校 | 千代田區立麴町中學校 千代田區立神田一橋中學校 |
| 飯田橋四丁目 | 全域 | 千代田區立富士見小學校 | 千代田區立麴町中學校 千代田區立神田一橋中學校 |

## 設施
飯田橋站周邊請參照飯田橋站#車站周邊。
教育機關
- 首都大學東京飯田橋校區（東京區政會館内）

公共機關
- 東京區政會館
- 東京二十三區清掃一部事務組合（日语：東京二十三区清掃一部事務組合）（東京區政會館内）
- 東京工作中心（日语：東京しごとセンター）
- 英國駐日大使館文化部
- 國際原子能總署東京地域事務所

企業
- 大和房屋工業東京本社
- 日本房屋控股（日语：日本ハウスホールディングス）東京本社
- KDDI飯田橋本社
- 大塚商會（日语：大塚商会）本社
- 秋田書店
- 竹書房
- 學陽書房（日语：学陽書房）
- 三笠書房（日语：三笠書房） / 法蘭西書院
- 日建設計

其他
- 大都會東京城飯店（日语：ホテルメトロポリタンエドモント）本館、東館
- 格蘭皇宮飯店（ホテルグランドパレス）
- 白菊稻荷神社
- 鳶頭（トビトビ）漸漸（だんだん） - 富士見二丁目4番～飯田橋四丁目3番的石階[8]

## 交通

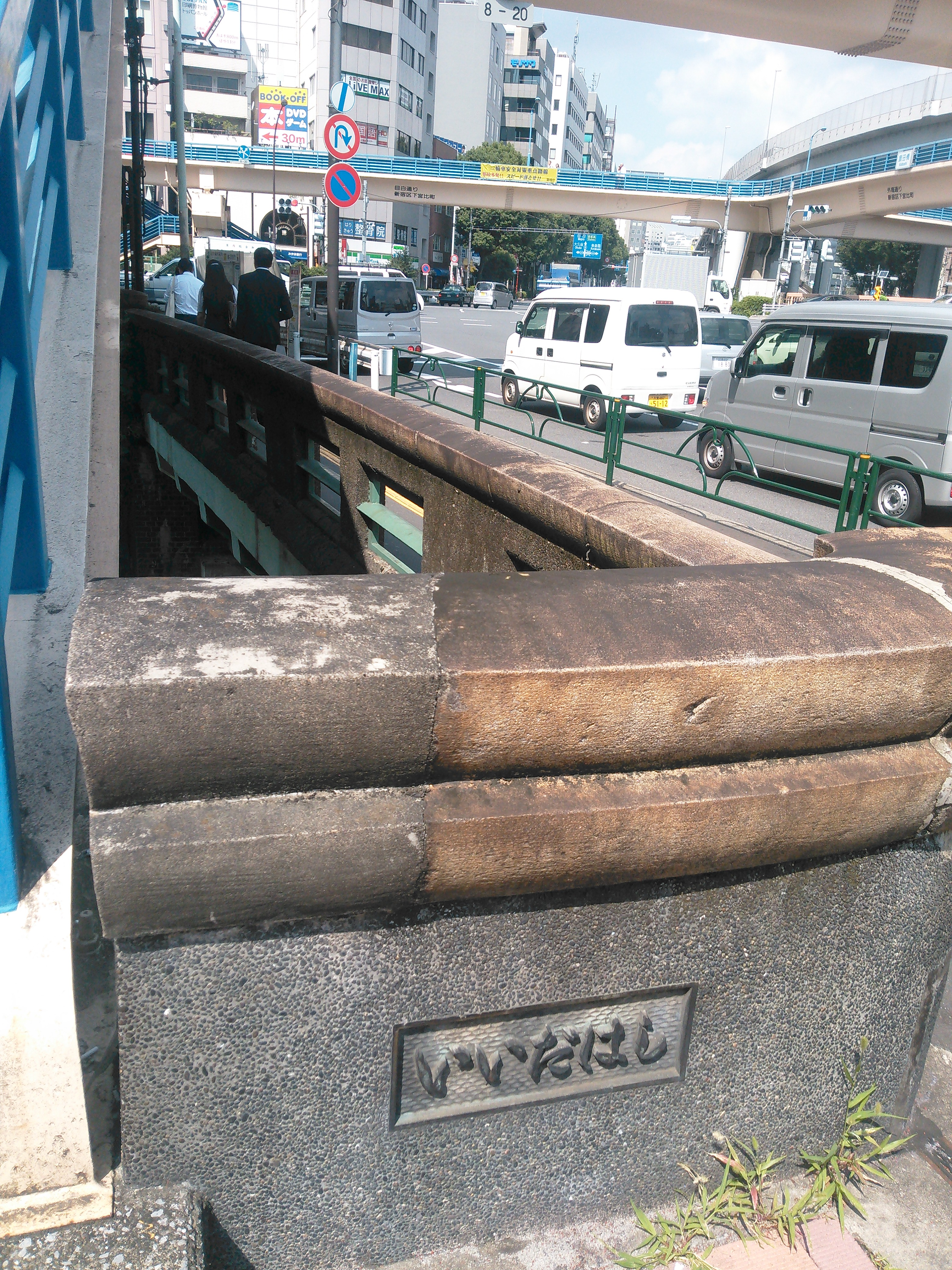
目白通上的橋梁「飯田橋」

### 鐵路
- JR東日本 飯田橋站（■中央、總武線（各站停車））
- 東京地下鐵 飯田橋站（○東西線、○有樂町線、○南北線） - 設有出入口。（所在地：新宿區神樂坂）
- 都營地下鐵 飯田橋站（○大江戶線） - 設有出入口。（所在地：文京區後樂）

### 巴士
- 都營巴士飯64 飯田橋 / 飯田橋一丁目

### 道路
- 東京都道8號千代田練馬田無線（目白通）
- 首都高速5號池袋線

## 備註
1. 1 2  . 千代田区. 2017-12-06  [2018-01-02]. （原始内容存档于2020-08-26）. （页面存档备份，存于）
2. 1 2  . 日本郵便.   [2018-01-02]. （原始内容存档于2018-01-02）. （页面存档备份，存于）
3. ↑  . 総務省.   [2018-01-02]. （原始内容存档于2018-04-21）. （页面存档备份，存于）
4. 1 2 3  （页面存档备份，存于） 千代田区 町名由来板ガイド：飯田橋（いいだばし）（[http://www.city.chiyoda.lg.jp/ 千代田区総合ホームページ （页面存档备份，存于））
5. 1 2  千代田区 町名由来板ガイド：飯田町（いいだまち） （页面存档备份，存于） （千代田区総合ホームページ （页面存档备份，存于））
6. ↑  . 千代田区. 2017-08-17  [2018-01-02]. （原始内容存档于2018-01-02）. （页面存档备份，存于）
7. ↑  . 千代田区. 2017-10-26  [2018-01-02]. （原始内容存档于2018-01-02）. （页面存档备份，存于）
8. ↑  .   [2019-01-13]. （原始内容存档于2013-07-23）. （页面存档备份，存于）

## 外部連結
- 千代田區
- 富士見地域
- JR東日本 飯田橋站 （页面存档备份，存于）
- 東京地下鐵 飯田橋站 （页面存档备份，存于）
- 東京都交通局 飯田橋站